# Носиро (лёгкий крейсер)
Носиро (яп. 能代 Noshiro) — лёгкий крейсер типа Агано, нёс службу в Императорском флоте Японии во время Второй мировой войны.

## Описание проекта
Носиро был вторым из четырёх лёгких крейсеров типа Агано, также, как и другие корабли своего класса, был предназначен быть флагманом соединений эскадренных миноносцев.

## Служба во флоте

### Начало службы
Носиро был спущен на воду на верфи Йокосуки 19 июля 1942 года и вступил в строй менее чем через год 30 июня 1943 года. Первоначально был приписан к японскому 1-му флоту, 15 августа 1943 года Носиро был передан 2-му флоту вице-адмирала Такео Курита в качестве флагмана 2-й эскадры эсминцев, заменив Дзинцу, который месяцем раньше затонул в бою при Коломбангаре.

### Сражения у островов Гилберта и на Соломоновых островах
18 сентября 1943 года в ответ на авианалёты на Тараву с авианосцев ВМС США Лексингтон, Принстон и Белью Вуд Объединённый флот отправил к Эниветоку крупное соединение, но флот врага не был обнаружен, и кораблям пришлось вернуться на Трук в архипелаге Каролинских островов.
Аналогично 17 – 26 октября 1943 года Объединённый флот не смог вступить в бой с американским соединением TF 15, которое провело бомбардировку атолла Уэйк.
1 ноября 1943 года США начали Операцию Шуестринг с целью отвоевания острова Бугенвиль в архипелаге Соломоновых островов. На следующий день после сражения в заливе Императрицы Августы (2 ноября 1943 года) Носиро направился с Трука с крейсерами 4-го дивизиона Атаго, Такао и Мая, 7-го дивизиона Судзуя и Могами, 8-го дивизиона Тикума и четырьмя эсминцами, и прибыл с Рабаул 5 ноября 1943 года. Во время заправки в заливе Симпсон от танкера Кокуё Мару крейсера были атакованы 97 самолётами американских авианосцев Саратога  и Принстон.  Носиро получил попадание торпеды Mark 13.
С 12 ноября 1943 года Носиро оказывал помощь кораблю того же типа, Агано, после того как последний был торпедирован подводной лодкой Скэмп, и привёл его на буксире к Труку.
20 ноября 1943 года американцы в ходе "Операции Гальваник" по освобождению островов Гилберта высадились на Тараву. Флот вторжения из 200 кораблей включал 13 линкоров и 11 авианосцев. Носиро был отправлен с Трука на их перехват в соединении с крейсерами Судзуя, Кумано, Тёкай, Оёдо и несколькими эсминцами. Японское соединение было атаковано 1 января 1944 года самолётами авианосца Банкер Хилл и Монтерей. Одна из башен Носиро вышла из строя во время атаки, десять членов экипажа погибли.
19 января 1944 года Носиро был направлен с Трука на помощь авианосцу Унъё после того, как тот был торпедирован подводной лодкой Хэддок для его буксировки в Сайпан. Носиро продолжил свой путь до Йокосуки, где встал на ремонт в сухой док, который был завершён 1 февраля 1944 года. Во время ремонта на крейсер были установлены шесть строенных и восемь одиночных 25-мм зенитных орудий. Таким образом количество стволов 25-мм зенитных орудий Носиро увеличилось до 32 (8x3 8x1).　

### Сражения за Филиппины
Модернизация завершилась 28 марта 1944 года, и Носиро был отправлен к Давао и островам Лингга 5 апреля 1944 года с крейсерами 4-го дивизиона Атаго, Такао и Токай, 5-го дивизиона Мёко и Хагуро и эсминцем Харусамэ.
Соединение крейсеров было атаковано подводной лодкой Дэйс, все шесть носовых торпеды которой прошли мимо, затем было замечено подводной лодкой Дартер, которая не смогла выйти на нужный угол для атаки. Затем крейсера были обнаружены подводными лодками в заливе Давао 7 апреля 1944 года Скэмп, которая также не смогла произвести атаку и Гунард 18 мая 1944 года, которая сделала залп из шести носовых торпед, но безуспешно.
Носиро принял участие в «Операции А-го» — сражении в Филиппинском море 19 июня 1944 года, где был флагманом контр-адмирала Микио Хаякавы.
С конца июня-начала июля 1944 года Носиро снова побывал в сухом доке на модернизации в Куре. Были установлены ещё две строенные 25-мм зенитные пушки, увеличив число 25-мм зенитных орудий до 48 (10×3, 18×1). Были установлены радары тип 13 для воздушных целей и тип 22 для надводных.
8 июля 1944 года Носиро вышел из Куре с эсминцами, перевозящими солдат и снабжение в Сингапур, и оставался там три месяца, в которые шло обучение персонала.
18 октября 1944 года Носиро получил приказ направляться в Бруней, в это время готовилось сражение в заливе Лейте, которое началось 22 октября 1944 года. Носиро, как флагман 2-й эскадры эсминцев, присоединился к Первому Мобильному Наступательному Соединению адмирала Такэо Куриты, соединению «A» (центральная группа). В сражении в море Сибуян 24 октября 1944 года, Соединение A было атаковано 11 раз свыше 250 самолётами американского соединения TF 38 с авианосцев Эссекс, Лексингтон, Интерпид, Кэбот, Франклин и Энтерпрайз. Несмотря на то, что Ямато, Нагато, Харуна, Мёко и Тонэ получили повреждения, Носиро остался неповреждённым.
На следующий день, в сражении у острова Самар Носиро поразил эскортный авианосец Вайт Плэйнс несколькими 6-дюймовыми снарядами, но в свою очередь получил попадание 5-дюймовым снарядом от американского эсминца.
26 октября 1944 года к западу от Паная эскадра Куриты была атакована 80 торпедоносцами TBM-1C Avenger с авианосцев Уосп и Каупенс. Одна бомба взорвалась на складе зенитных снарядов Носиро, начавшийся пожар был быстро потушен.
Во второй атаке ещё шесть Avenger атаковали Носиро, но он уклонился от их торпед, однако в третьей волне Avenger сбросил торпеду Mark 13, которая взорвалась в районе машинного отделения No. 3. Его мгновенно затопило, а затем затопило и машинное отделение No. 1. Поступающая вода затем затопила все котлы Носиро, и он остановился, накренившись на 16 ° на левый борт.
Пока шёл срочный ремонт, Носиро оставался в воде без хода, эсминец Хаманами забрал контр-адмирала Хаякаву, которого впоследствии перевёз на Ямато. В 10:14 во время четвёртой атаки 28 TBM и пикировщиков SB2C-3 Helldiver с авианосца Хорнет ещё одна торпеда, попавшая по правому борту Носиро разорвалась в районе башни No. 2. Зенитчики Носиро позднее заявляли о шести сбитых самолётах. Капитан Кадзивара приказал затопить передние погреба, чтобы попытаться выровнять крен. Через пять минут, когда передняя палуба достигла уровня воды, а корабль продолжал погружаться, Кадзивара приказал покинуть его. В 11:13 Носиро затонул в точке 11°42′ с. ш. 121°41′ в. д. к югу от Миндоро.
Эсминцы Акисимо и Хаманами спасли капитана Кадзивару и 328 моряков.
Носиро был исключён из списков флота 20 декабря 1944 года.

## Командиры
- 1.5.1943 — 15.12.1943 капитан 1 ранга (тайса) Ёсиоки Тавара (яп. 田原吉興);
- 15.12.1943 — 26.10.1944 капитан 1 ранга (тайса) Суэйёси Кадзивара (яп. 梶原季義);

### Внешние ссылки
- Parshall, Jon; Bob Hackett, Sander Kingsepp, & Allyn Nevitt.: . CombinedFleet.com: Agano class Imperial Japanese Navy Page (Combinedfleet.com). Дата обращения: 14 июня 2006. Архивировано 31 января 2009 года. tabular record:  CombinedFleet.com: Noshiro history Архивная копия от 3 декабря 2013 на Wayback Machine